# Amt Ilten

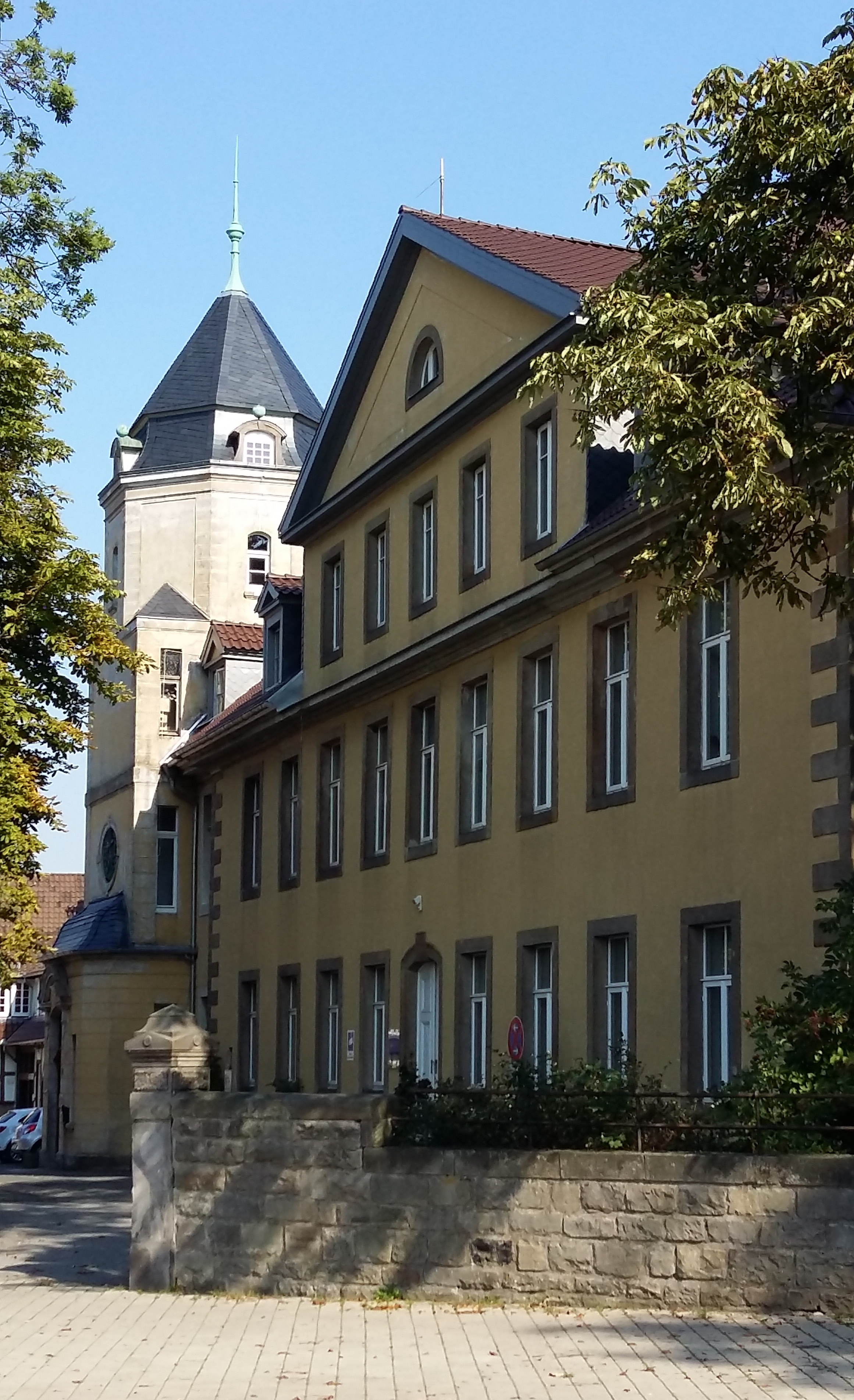
Ehemaliges Amtshaus in Ilten (heute Klinikum Wahrendorff)

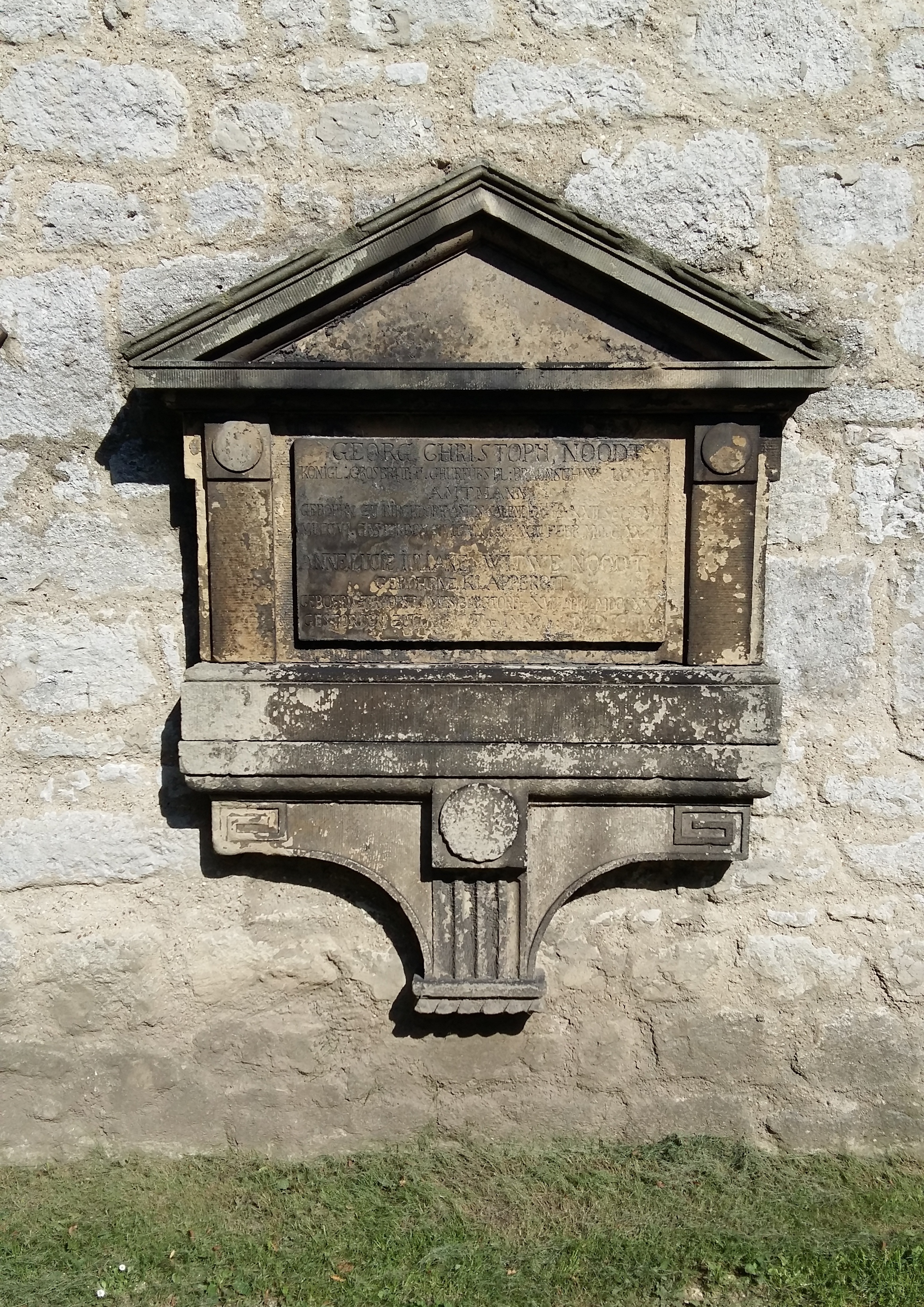
Epitaph für den Amtmann Georg Christoph Noodt an der Kirche in Ilten

Das Amt Ilten war ein historischer Verwaltungsbezirk im Fürstentum Lüneburg bzw. Königreich Hannover. Übergeordnete Verwaltungsebene war die Landdrostei Lüneburg.

## Geschichte
Die Dörfer der späteren Amtsvogtei Ilten bildeten seit dem 13. Jahrhundert die sog. „Freien vor dem Nordwalde“ ein Gebiet, das im Konflikt zwischen den Welfen und dem Hochstift Hildesheim manche Privilegien erwerben konnte. Erst im 15. Jahrhundert kam das Gebiet endgültig unter welfische Hoheit und 1512 an das Fürstentum Lüneburg. Nach dem Dreißigjährigen Krieg setzte sich die Bezeichnung Amtsvogtei Ilten durch. Sie war eine eigenständige Verwaltungseinheit, stand aber bis 1772 unter der Oberaufsicht des Großvogts in Celle. 1852 wurde die Bezeichnung „Amtsvogtei“ durch „Amt Ilten“ abgelöst, 1859 das Amt aufgehoben und mit dem Amt Burgdorf vereinigt.

## Gemeinden
Zur Zeit der Aufhebung des Amtes (1859) gehörten ihm folgende Gemeinden an:
| - Ahlten - Anderten - Bilm - Dolgen - Evern | - Gretenberg - Haimar - Harber - Höver - Ilten | - Klein Lobke - Lehrte - Rethmar - Sehnde |

- Karte mit allen verlinkten Seiten:
- OSM |
- WikiMap

## Amtmänner
- 17. Jh.: Johann Henrich Schlemm (1650–1684), Amtsschreiber
- Georg Christoph Noodt
- 1818–1836: Ernst Christian Lodemann, Amtmann, ab 1831 Oberamtmann
- 1837: vakant
- 1838–1850: Christian Heinrich Martin Flügge, Amtmann
- 1851–1853: Johann Friedrich Adolph Ferdinand Wedemeyer[1]
- 1854: Georg Otto Carl Arthur Heise (auftragsweise)
- (1854) 1856–1858: Daniel Heinrich Ludwig Bening